# Clinocera
Clinocera is een geslacht van insecten uit de familie van de dansvliegen (Empididae), die tot de orde tweevleugeligen (Diptera) behoort.

## Soorten
- C. appendiculata (Zetterstedt, 1838)
- C. binotata Loew, 1876
- C. bivittata Loew, 1864
- C. brevitibia Melander, 1928
- C. conjuncta Loew, 1860
- C. fontinalis (Haliday, 1833)
- C. fuscipennis Loew, 1876
- C. genualis Coquillett, 1910
- C. lecta Melander, 1902
- C. lineata Loew, 1862
- C. longifurca Melander, 1928
- C. maculata Loew, 1860
- C. nigra Meigen, 1804
- C. nivalis (Zetterstedt, 1838)
- C. olivacea Melander, 1928
- C. prasinata Melander, 1928
- C. rufipes Bezzi, 1899
- C. schremmeri (Vaillant, 1964)
- C. stagnalis (Haliday, 1833)
- C. taos Melander, 1902
- C. trunca Melander, 1928
- C. undulata Melander, 1928
- C. wesmaeli (Macquart, 1835)